# Elisenda Paluzie i Hernández
Elisenda Paluzie i Hernández (Barcelona, 13 de outubro de 1969) é uma economista e ativista política catalã, presidente da Assembleia Nacional Catalã desde março de 2018. Foi professora titular de Economia na Universidade de Barcelona desde 2001, diretora do Centro de Análise Económica e de Políticas Sociais (CAEPS) da Universidade de Barcelona, integrado no Instituto de Investigação BEAT (Barcelona Economic Analysis Team). É mestre em Economia Internacional e Desenvolvimento Económico pela Yale University (1996) e doutora em Economia pela Universidade de Barcelona (1999).

## Trajetória académica
Obteve uma bolsa da "la Caixa" para realizar investigação pré-doutoramento na London School of Economics (1997-1998). Desfrutou de bolsas pós-doutoramento (bolsas Batista i Roca e bolsas de estágios no estrangeiro da Generalidade da Catalunha e Research Training Network da Comissão Europeia) para cursar estágios de investigação pós-doutoramento na London School of Economics (2000-2001) e no CERAS, École des Ponts-Paris Tech, Paris (2002-2003) (integrada posteriormente na Paris School of Economics).
Publicou artigos sobre assuntos de comércio internacional e geografia económica em revistas internacionais como Journal of Economic Geography, Journal of Regional Science, Regional Studies, Papers in Regional Science, Spanish Economic Review e Cliometrica, entre outras. Também publicou artigos sobre o défice fiscal da Catalunha e sobre o sistema de financiamento autonómico em revistas como Idees, em relatórios (III Relatório IEB de Federalismo Fiscal), e em vários livros. Escreveu sobre a viabilidade económica da independência da Catalunha, em livros como o editado por Bosch, N., Espada, M. e Solé-Ollé, A. (Eds.), The political economy of inter-regional promotor flows: measurement, determinantes, and effects onde country stability ou o editado por Nagel, K-J. e Rixen, S. (Eds.) Catalonia in Spain and Europe. Is There a Way to Independence. Em outubro de 2014, publicou o livro Podem! les claus de la viabilitat econòmica de la Catalunya independent, editado pela Rosa dels Vents (Penguin-Random House). A obra foi galardoada com o XIV Prémio Catalunha de Economia, concedido pela Sociedade Catalã de Economia, filial do Instituto de Estudos Catalães, em novembro de 2015.
Em 18 de fevereiro de 2009, foi eleita primeira decana da Faculdade de Economia e Empresa da Universidade de Barcelona. Renovou o mandato de decana em março de 2013, até 19 de abril de 2017. Em 1 de outubro de 2012, foi nomeada membro de honra da Ordem Oficial dos Titulados Mercantis e Empresariais de Barcelona, pela sua trajetória no âmbito da docência e da investigação, mas também como reconhecimento à trajetória na Faculdade de Economia e Empresa, herdeira da antiga Escola de Estudos Empresariais. É membro da Assembleia da Faculdade de Economia e Empresa em representação dos professores e foi representante na Assembleia de Pessoal Docente e Investigador pela Intersindical-CSC.

## Trajetória política
No âmbito civico-político, foi secretária de finanças da Federação Nacional de Estudantes da Catalunha (1989-1994) e membro do Senado e do Conselho Geral da Universidade de Barcelona em representação dos estudantes. Foi também secretária-geral do Clube FNEC (Associação de Antigos Membros da FNEC). No processo de aprovação do Estatuto de Autonomia da Catalunha de 2006, foi a promotora da campanha Economistas pelo Não. É impulsionadora da plataforma independentista Soberania e Progresso, criada em outubro de 2006, e foi membro da comissão internacional da Coordenadora Nacional da Consulta sobre a Independência e da Barcelona Decide. No período 2008-2012, militou na Esquerda Republicana da Catalunha, onde impulsionou a corrente crítica de opinião Esquerda Independentista. No congresso da Esquerda Republicana da Catalunha de junho de 2008, foi o membro do conselho nacional mais votado, com 1.324 votos, e, no de setembro de 2011, o quinto mais votado.
Em 17 março de 2018, recebeu 5.062 votos nas eleições para a secretaria nacional da Assembleia Nacional Catalã, tendo sido o candidato com mais apoio. Em 24 de março, foi escolhida pela secretaria nacional como presidente da entidade para substituir Jordi Sànchez.

## Vida privada
Elisenda Paluzie faz parte de uma linhagem de intelectuais catalães, entre os quais destacam Esteve Paluzie i Cantalozella, Faustino Paluzie, Josep Paluzie i Lucena, Alfred Paluzie i Lucena, Antoni Paluzie i Borrell, Jesús Paluzie i Borrell e Mercè Paluzie i Borrell (escritora infantil com o pseudónimo Florencia de Arquer). É filha do advogado Lluís Paluzie i Mir.